# Железняк Леонід Леонідович
Леонід Леонідович Железняк — (16 квітня 1942, с. Путиловичі, Лугинський район, Житомирська область, Українська РСР, СРСР) — український і російський транспортник, кандидат технічних наук (1997).

## Освіта
- Дніпропетровський інститут інженерів транспорту (1970), інженер шляхів сполучення та експлуатації залізниць.
- Дисертація кандидата технічних наук: Железняк Леонид Леонидович. Управление работой грузовых вагонных парков на железных дорогах Украины : 05.22.08 / Харьковская гос. академия железнодорожного транспорта. — Х., 1996. — 187 с.

## Кар'єра
04.1960-11.1961 — колійний робітник Коростенської ділянки колії, Південно-Західна залізниця.
11.1961-07.1965 — служба на Чорноморському флоті.
08.1965-08.1970 — студент, Дніпропетровського інституту інженерів транспорту
08.1970-08.1977 — черговий по станції, механізованої гірки, маневровий диспетчер, секретар партбюро, головний інженер, начальник станції, залізнична станція Дарниця Південно-Західної залізниці, м. Київ.
08.1977-06.1986 — заступник начальника, начальник, Київський відділок, Південно-Західна залізниця.
06.1986-06.1992 — начальник служби руху — заступник начальника залізниці, 1-й заст. нач. залізниці, управління Південно-Західної залізниці.
06.1992-03.1993 — 1-й віце-президент, Державна адміністрація залізничного транспорту України.
9 серпня 1993 — 14 лютого 1997 — генеральний директор Державної адміністрації залізничного транспорту України
1997-2009 — заступник Голови Дирекції Ради по залізничному транспорту держав — учасниць Співдружності незалежних держав

## Родина
- Батько Леонід Трохимович (1916) — бригадир колій залізниці
- Мати Ганна Данилівна (1918) — пенсіонерка
- Дружина Валентина Павлівна (1952).
- Син Олександр (1972).
- Дочка Людмила (1975).

## Відзнаки
- Орден «Знак Пошани»
- 2 медалі, значок «Почесний залізничник»
- Державний службовець 1-го рангу (04.1994)
- Герой Росії (за інформацією інтернет-ЗМІ)[джерело?]
- нагрудний знак «Почетный работник транспорта России» (2007)[джерело?]